# Arthur Lindfors
Arthur Lindfors (Porvoo, Gran Ducat de Finlàndia 1893 - Porvoo, 1977) fou un lluitador finlandès, guanyador de dues medalles olímpiques.

## Biografia
Va néixer el 17 de març de 1893 a la ciutat de Porvoo, població situada a la regió d'Uusimaa oriental, que en aquells moments formava part del Gran Ducat de Finlàndia (ducat dependent de l'Imperi Rus) i que avui en dia es troba a Finlàndia. Va morir el 21 de setembre de 1977 a la seva residència de Porvoo.

## Carrera esportiva
Va participar, als 27 anys, en els Jocs Olímpics d'Estiu de 1920 realitzats a Anvers (Bèlgica), on va aconseguir guanyar la medalla de plata en la prova de pes mitjà en la modalitat de lluita grecoromana. En els Jocs Olímpics d'Estiu de 1924 realitzats a París (França) aconseguí revalidar aquest metall.